# Anvin
Anvin település Franciaországban, Pas-de-Calais megyében. Lakosainak száma 709 fő (2022. január 1.). Anvin Bergueneuse, Monchy-Cayeux, Teneur, Eps, Fleury és Heuchin községekkel határos.

## Népesség
A település népességének változása:
| Lakosok száma | 785  | 771  | 790  | 772  | 760  | 748  | 736  | 726  | 709  |
|               | 2013 | 2015 | 2016 | 2017 | 2018 | 2019 | 2020 | 2021 | 2022 |